# Entidad de certificación
La Entidad de Certificación es aquella organización privada que tiene como función evaluar la conformidad con y certificar el cumplimiento de una norma de referencia, ya sea respecto al producto, al servicio, o al sistema de gestión de una organización. En particular, es la responsable de la auditoría realizada a las organizaciones interesadas en obtener una certificación de su sistema de gestión de la calidad según ISO 9001:2015, su sistema de gestión ambiental según ISO 14001:2015, etc. Dicha entidad debe ser independiente de la organización que audita, y no haber realizado otros trabajos para ella, como por ejemplo, consultoría para implementar el sistema que se certifica.

## Organismos de normalización
Las normas cuyo cumplimiento certifica son elaboradas por organismos internacionales de normalización. Estos organismos de normalización se estructuran en Comités Técnicos, cada uno de los cuales trata una temática distinta, y en el que están representadas todas las partes interesadas en la materia.
Las normas cuyo cumplimiento certifica son elaboradas por organismos internacionales de normalización, tales como los que se indican a continuación
- ISO, Organización Internacional de Normalización
- IAF, International Accreditation Forum
- CEN, Comité Europeo de Normalización

## Acreditación
La Entidad de Certificación es, a su vez, evaluada por Entidad Nacional de Acreditación a fin de disponer de un reconocimiento de su capacidad para realizar su función como entidad evaluadora de conformidad. La Entidad de Acreditación es la responsable de reconocer la capacidad de evaluar la conformidad y emitir certificados e informes, sobre los organismos evaluadores de la conformidad: entidad de certificación, laboratorios de ensayo, laboratorios de calibración, entidad de inspección, etc.
En España, es la Entidad Nacional de Acreditación.
En Argentina, es el Organismo Argentino de Acreditación.

## Internacional
Cada país dispone de una infraestructura de la calidad, conformada por un organismo nacional de normalización, y una entidad nacional de acreditación.
A fin de facilitar la validez internacional de los certificados emitidos por la entidad de certificación que acredita, las entidades de acreditación que unos y otros países mantienen entre sí, tendrán acuerdos de reconocimiento de los Certificados que emiten, en el marco de una organización mayor (IAF - International Accreditation Forum).
Algunos Organismos de Acreditación reconocidos internacionalmente son:
- UKAS (Reino Unido)
- OAA (Argentina)
- UL y ANAB (EE. UU.)
- RvA (Holanda)
- ENAC (España)
- EMA (México)
- ONAC (Colombia)
- OUA (Uruguay)
- OHA (Honduras)
- INTECO (Costa Rica)
- INN (Chile)